# Dálnice A15 (Německo)
Dálnice A15, německy Bundesautobahn 15 (zkratka BAB 15), zkráceně Autobahn 15 (zkratka A15), je dálnice na východě Německa. Měří 64 km a spojuje Berlín s polskou hranicí, kde pokračuje dál směrem na Vratislav jako polská dálnice A18. A15 je jednou z původních říšských dálnic. Během druhé světové války nebyla ještě dálnice dokončena. Do znovusjednocení Německa byla vedena pouze jedním pruhem. Poté byla dostavěna na dnešní profil.